# Henneguya shackletoni
Henneguya shackletoni is een microscopische parasiet uit de familie Myxobolidae. Henneguya shackletoni werd in 2006 beschreven door Brickle, Kalavati & MacKenzie. 